# Le Sentier
Le Sentier  är en ort och autonom kommundel i kommunen Le Chenit i kantonen Vaud, Schweiz. Den ligger i dalen Vallée de Joux.